# Мокра Деренюха
Мокра Деренюха — річка в Україні у Голованівському й Первомайському районах Кіровоградської й Миколаївської областей. Ліва притока Південного Бугу (басейн Південного Бугу).

## Опис
Довжина річки 24 км, похил річки 4,4 м/км  площа басейну водозбіру 145 км² , найкоротша відстань між витоком і гирлом — 19,91  км, коефіцієнт звивистості річки — 1,21 . Формується багатьма струмками та загатами.

## Розташування
Бере початок у селі Мар'янівка. Тече переважно на південний захід через села Новосілку, Розкішне, Костянтинівку, Пушкове, Липовеньке та Капітанку. На північно-західній околиці села Довга Пристань впадає у річку Південний Буг.
Населені пункти вздовж берегової смуги: Побузьке.

## Цікаві факти
- У селі Пушкове річку перетинає автошлях Р06[3] (автомобільний шлях національного значення на території України. Проходить територією Кіровоградської та Миколаївської областей через Благовіщенське — Вознесенськ — Миколаїв.).
- У XX столітті на річці існували молочно,- птахо,- та свинно-тваринні ферми (МТФ, ПТФ, СТФ), газгольдери та багато газових свердловин[2], а у XIX столітті — багато водяних млинів[1].